# 台中市公車32路
台中市公車32路行駛自大鵬新城至東英二街長福路口，由中鹿客運營運。此路線大部分行駛於中清路、五權路、民權路。本路線途經大鵬國小、曉明女中、中國醫藥大學、五權臺灣大道口、臺中教育大學、臺中醫院、臺中州廳、臺中車站、育英國中等站點。

## 歷史
- 2015年6月15日：正式通車。[2]
- 2015年8月5日：增設「美滿社區站」。[3]
- 2016年3月21日：「五權公園路口」站更名為「五權公園路口（光大社區）」站。[4]
- 2016年4月28日：增設「東英二街長福路口」。[5]
- 2021年7月30日：新增「媽祖公園(建成路)」站。[6]
- 2022年12月1日：仁友客運19、30、32、358路由同集團中鹿客運代駛。
- 2023年5月29日：因應駕駛人力調整，調整發車時刻。
- 2024年2月21日：調整發車時刻。[7]
- 2024年5月27日：調整發車時刻。[8]
- 2024年10月1日：由中鹿客運接駛。[9]
- 2024年11月30日：「河南停車場」站更名為「中央公園」站。

## 路線基本資料
全程行車里程數約13.3公里，行車時間約60分鐘。往東英二街長福路口43站，往大鵬新城41站。
自大鵬新城起，沿逢大路、河南路二段、甘肅路二段、文心路、河南路、長安路二段、皇城街、中平路、大鵬路、中清路、中清路一段、健行路、學士路、五權路、民權路、建國路、雙十路一段、自由路三段、建成路、樂業路、旱溪東路一段、東英二街到東英二街長福路口。

### 時刻表
- 時刻表僅供參考，請以中鹿客運網站公告為準。時刻表更新時間為2024年5月27日。

| 台中市公車32路時刻列表                                                                      | 台中市公車32路時刻列表                                                                      |
| ------------------------------------------------------------------------------------------- | ------------------------------------------------------------------------------------------- |
| 大鵬新城發車                                                                                | 東英二街長福路口發車                                                                        |
| 平日 05:50、07:00、08:00、09:40、12:10、13:30、15:00、16:20 假日 05:50、08:00、12:10、15:00 | 平日 06:00、06:40、08:20、09:30、12:10、13:30、15:00、16:20 假日 06:40、09:30、13:30、16:20 |

### 收費
- 一般市區公車（1～999、綠1～綠4）：依里程計費，收費費率為［2.431×搭乘里程數×（1+5%營業稅）］元。
  - 於基本里程8公里內票價為全票20元、半票11元。
  - 兒童、老人、身心障礙者及其陪伴者依規定半票收費，半票收費費率為原收費費率的一半。
  - 市民限定交通卡：前10公里免費，超過10公里部分票價比照收費費率，且上限為10元。
- 小黃公車（黃1～黃25）：免費。
- 幸福公車（梨山1）：票價比照臺中市計程車收費費率，持電子票證刷卡全程免費。
- 市民小巴（市民小巴1～市民小巴4）：票價比照一般市區公車收費費率，持電子票證刷卡全程免費。

### 停站
- 參見右側站牌路線圖，綠色路段表示行駛優化公車專用道。